# انعدام الخصية
انعدام الخصية هو أحد اضطرابات التطور الجنسي، الذي تنعدم فيه الخصيتن عند الولادة .في غضون بضعة أسابيع من الإخصاب، تتطور الغدد التناسلية البدائية لدى الجنين (الخصيتن)، التي تتنج الهرمونات المسؤولة عن تطور الجهاز التناسلي. إذا فشلت الخصيتين في التطور في غضون 8 أسابيع، سوف تتطور الأعضاء إلى أعضاء تناسلية أنثوية (متلازمة سوير). إذا بدأت الخصيتين بالتطور ثم فُقدت أو توقفت عن العمل في الأسبوع الثامن إلى العاشر من عمر الجنين، فإن الطفل سيكون ثنائي الجنس عند ولادته. إذا فُقدت الخصيتين بعد الإسبوع الرابع عشر فإن الطفل سيتكون لديه جهاز تناسلي ذكري مع غياب ملحوظ للغدد التناسلية.
الاختبارات تضمن عدم ملاحظة الخصيتين عند الولادة، انخفاض مستوى التيستيرون (المستوى النموذجي للإناث) ، ارتفاع في مستوى الهرمون المنشط للحوصلة والهرمون المنشط للجسم الأصفر، XY النمط النووي، صورة الموجات فوق صوتية أو تصوير الرنين المغناطيسي تُظهر أنسجة الغدد التناسلية الغائبة، انخفاض في مستوى كثافة العظام ، انخفاض مستوى هرمون مخزون المبيض، واستكشاف جراحي للحصول على أدلة من نسيج الغدد التناسلية الذكرية.

## العلاج
يشمل العلاج مكملات الاندروجين (التستوستيرون) لبدء البلوغ الاصطناعي، زرع خصية اصطناعية، والدعم النفسي. قد يصاب الأشخاص المنعدمي الخصية باضطراب الهوية الجنسية الذين تم تعيينهم على أنهم ذكور عند الولادة ونشأوا كذكور بالرغم من نقص هرمونات الذكورة اللازمة ماقبل الولادة وفي فترة الطفولة والمراهقة أيضاً. الأشخاص المنعدموا الخصية والذين تم تعيينهم كإناث من الممكن ضبط الاستروجين لديهم في محل التستوستيرون كما انه ليس هنالك ضرورة لكابحات الاندروجين بسبب عدم وجود الغدد التناسلية.

## تسميات أخرى
أسماء أخرى لانعدام الخصية تتضمن:
- متلازمة الخصية المتلاشية.
- الخصية المتلاشية.
- كيس الصفن الفارغ.
- متلازمة تراجع الخصية.